# 矽镁马先蒿
矽镁马先蒿（学名：Pedicularis sima）为列当科马先蒿属的植物，为中国的特有植物。分布在中国大陆的四川、甘肃等地，生长于海拔3,800米至4,050米的地区，多生于高山草地中，目前尚未由人工引种栽培。